# Robert Tayler
Robert Tayler (XVIII wiek) – generał major wojsk koronnych od 1791 roku.
Był Szkotem, służył w dragonii. Brał udział w walkach z konfederatami barskimi.